# WSPR
WSPR (англ. Weak Signal Propagation Reporter) — протокол односторонней цифровой радиолюбительской связи, предназначенный для оценки прохождения радиоволн. Протокол не предназначен для проведения QSO, а является протоколом работы автоматических радиолюбительских маяков установленных в разных точках земного шара. Протокол разработан американским радиолюбителем, физиком и нобелевским лауреатом Джозефом Хотоном Тейлором, K1JT
Работа WSPR осуществляется с помощью радиостанции или автономного маяка управляемого компьютером, который одновременно является декодером сигнала WSPR и (для приёмной станции) шлюзом загрузки принятых данных на официальный сайт протокола WSPR: www.wsprnet.org, где они сохраняются в базе данных и доступны для дальнейшего анализа и обработки.
Из за того что протокол WSPR является очень чувствительным, работа им ведется как правило мощностями не превышающими 5-10 ватт, а порой и милливаттами (большинство маяков передают мощностью 200 милливатт).
Как и протокол FT8, WSPR имеет временну́ю синхронизацию, что требует наличия на компьютере актуального времени, с погрешностью не более 1 секунды. Цикл передачи/приёма составляет 120 секунд и начинается каждую чётную минуту. В базовое сообщение WSPR включаются: позывной маяка, квадрат QTH локатора, и мощность в dbm.
Для работы WSPR на всех диапазонах используется верхняя боковая полоса SSB сигнала (USB). Частоты WSPR:
- 0.136 МГц
- 0.4742 МГц
- 1.8366 МГц
- 3.5686 МГц
- 5.2872 МГц
- 5.3647 МГц
- 7.0386 МГц
- 10.1387 МГц
- 13.5539 МГц
- 14.0956 МГц
- 18.1046 МГц
- 21.0946 МГц
- 24.9246 МГц
- 28.1246 МГц
- 50.293 МГц
- 70.091 МГц
- 144.489 МГц
- 432.300 МГц
- 1296.500 МГц